# Bombardiranje umetniške šole v Mariupolu
Ruske oborožene sile so 20. marca 2022 bombardirale umetniško šolo št. 12 v Mariupolu, kjer se je med rusko invazijo na Ukrajino zateklo na stotine ljudi.

## Ozadje
24. februarja so ruske oborožene sile v sodelovanju s proruskimi uporniki oblegale pristaniško mesto Mariupol, kar je zaradi prekinitve oskrbovanja z vodo, hrano, plinom in elektriko povzročilo velike žrtve. Župan Mariupola Sergij Orlov je ocenil, da je bilo zaradi obstreljevanja uničenih od 80 do 90 odstotkov mesta. 20. marca so lokalne oblasti ocenile, da je bilo med obleganjem do bombardiranja ubitih najmanj 2.300 ljudi.

## Bombardiranje
20. marca 2022 so ukrajinske oblasti sporočile, da so ruske enote bombardirale umetniško šolo, v kateri se je skrivalo okoli 400 ljudi. Mestni svet Mariupola je to sporočil prek Telegrama in poudaril, da je v šoli veliko žensk, otrok in starejših. Petro Andrijuščenko, svetovalec župana Mariupola, je izrazil zaskrbljenost, da ni natančnega podatka o številu ljudi v šolskem zaklonišču.